# Cresmatoneta nipponensis
Cresmatoneta nipponensis är en spindelart som beskrevs av Saito 1988. Cresmatoneta nipponensis ingår i släktet Cresmatoneta och familjen täckvävarspindlar. Inga underarter finns listade i Catalogue of Life.